# Cunard Adventurer
Pour les articles homonymes, voir Cunard, Triton et Coral.
Le Cunard Adventurer  est un navire de croisière construit en 1972 par les chantiers Rotterdamsche Droogdok Maatschappij de Rotterdam pour la compagnie Cunard Line. Après avoir porté différents noms, il est détruit à Alang en 2014.

## Histoire

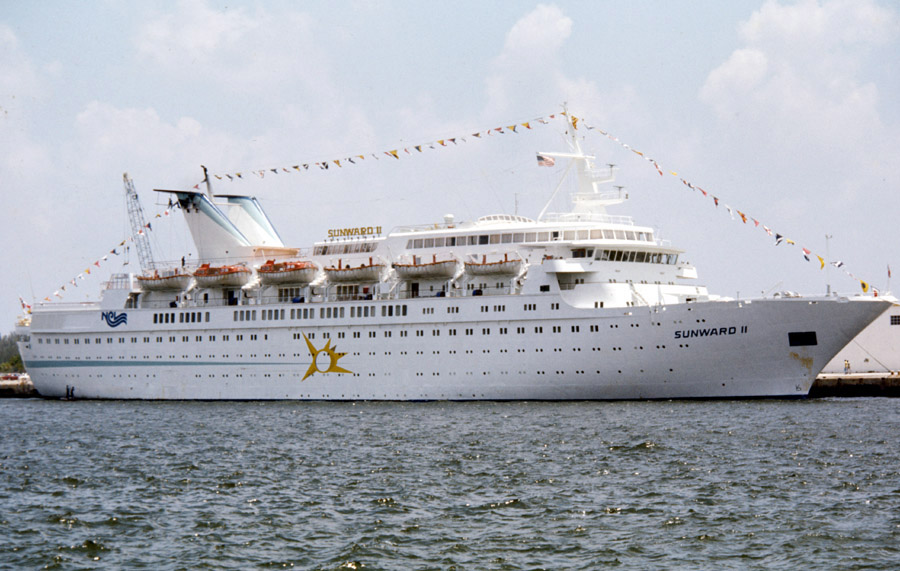
Le Sunward II amarré à Miami en décembre 1980.

Le Cunard Adventurer est un navire de croisière construit en 1972 par les chantiers Rotterdamsche Droogdok Maatschappij de Rotterdam pour la compagnie Cunard Line. Il est lancé le 2 février 1971 et quitte Southampton le jour de son inauguration, le 19 octobre 1971, pour San Juan d'où il effectue des croisières. Le 14 février 1976, il heurte le Carla C. dans le port de San Juan. L’année suivante, il est vendu à la Norwegian Cruise Line qui le rebaptise Sunward II. Il est rénové aux chantiers Lloyd Werft de Bremerhaven et perd sa cheminée simple au profit de deux cheminées. Il est remis en service en avril 1977. En 1987, il passe sous pavillon bahaméen.
En 1991, il est vendu à Epirotiki Lines et devient le Triton puis navigue pour la Royal Olympic Cruises après la fusion de l’Epirotiki Lines avec Sun Line en 1995. Le 4 juin 1996, un incendie dans la salle des machines pendant une escale à Kamiros nécessite son évacuation. Il est réparé au Pirée et remis en service. En 2005, lorsque la compagnie fait faillite, il est vendu aux enchères et acquis le 6 avril 2005 par la Louis Cruise Lines (en) qui le renomme Coral. Désarmé en 2011, il est vendu à la casse en 2013 et détruit à Alang en 2014 sous le nom de Cora.

## Navire jumeau
Il a un navire jumeau, le Cunard Ambassador, qui a été détruit en 1984 à Kaohsiung.